# قائمة البريد الإلكتروني

علامة آت المستعملة في عناوين البريد الإلكتروني

قائمة البريد الإلكتروني أو قائمة البريد هي استخدام خاص للبريد الإلكتروني يتيح لك توزيع المعلومات على مجال واسع لمستخدمي الإنترنت.

## نبذة
مشابه لقائمة بريدية تقليدية - قائمة الأسماء والعناوين - كما أنه بإستطاعة المنظمة الإحتفاظ به ونقل منشوراتها إلى الأعضاء أو العملاء، وهي ترمز عادةً إلى أربعة أشياء:
- قائمة عناوين البريد الإلكتروني
- الأشخاص («المشتركون») الذين يتلقون البريد على تلك العناوين، وبالتالي تحديد مجتمع حول موضوع مثير للاهتمام.
- المنشورات (رسائل البريد الإلكتروني) المرسلة إلى تلك العناوين.
- العاكس ، وهو عنوان بريد إلكتروني واحد، عندما يتم تعيينه كمستلم للرسالة، سيرسل نسخة من تلك الرسالة إلى جميع المشتركين.

## آلية
اللائحة البريدية الإلكترونية عادة ما تكون مؤتمنة كليًا أو جزئيًا وذلك من خلال برنامج قائمة بريدية خاص وعنوان عاكس تم إعداده على خادم قادر على تلقي البريد الإلكتروني. يتم فرز الرسائل الواردة التي أرسلت إلى العنوان العاكس بواسطة البرنامج، وبناءً على محتواها، يتم التصرف معها (في حالة الرسائل التي تحتوي على أوامر موجهة إلى البرنامج نفسه) أو تتم توزيعتها على جميع عناوين البريد الإلكتروني المسجلة في القائمة البريدية.
غالبًا تكون الواجهة المستندة إلى الويب تسمح للأشخاص بالاشتراك وإلغاء الاشتراك وتغيير تفضيلاتهم. ومع ذلك، كانت خوادم القوائم البريدية هذه موجودة منذ أمد بعيد قبل ظهور شبكة الويب العالمية،  لذلك غالبيتهم يقبلون الأوامر عن طريق البريد الإلكتروني إلى بريد إلكتروني خاص. يأذن ذلك للمشتركين (أو أولئك الذين يريدون أن يكونوا مشتركين) بأداء بعض المهام مثل تفعيل الاشتراك وإلغاءه، أو إيقاف إرسال الرسائل التي تخصهم مؤقتًا، أو تغيير التفضيلات المتاحة - جميع ذلك عبر البريد الإلكتروني. التنسيق المتعارف عليه هو إرسال بريد إلكتروني يحتوي على الأمر متبوعًا باسم قائمة البريد الإلكتروني التي ينتمي إليها الأمر. أمثلة: اشترك في أي قائمة أو اشترك في أي قائمة John Doe .
من الممكن أن يتم تعيين خوادم القائمة البريدية الإلكترونية لإعادة توجيه الرسائل إلى المشتركين في قائمة بريدية معينة إما بشكل فردي عند أخذها بواسطة خادم القائمة، أو في شكل ملخص يتم فيه دمج جميع الرسائل المستلمة في يوم معين بواسطة خادم القائمة في بريد إلكتروني واحد يتم إرسالها للمشتركين يوميا مره واحدة. بعض من هذه القوائم البريدية تتيح للمشتركين الفرديين تحديد الطريقة التي تناسبهم والتي يريدون من خلالها تلقي الرسائل من خادم القائمة (فردي أو ملخص).

## تاريخ
القوائم البريدية في البداية كانت قوائم بريدية علمية. يمكن إرجاع أصل القوائم البريدية هذه على أنها أداة اتصال بين العلماء إلى زمن Arpanet الوليدة. كان هدف علماء الكمبيوتر الذي شاركو في هذا المشروع هو العمل على تطوير بروتوكولات للاتصال يخدم جميع أجهزة الكمبيوتر دون إستثناء، وقاموا أيضًا ببناء الأدوات الأولى للاتصال البشري بوساطة الكمبيوتر. بشكل عام، القوائم البريدية العلمية تعتبر أو يمكن إعتبارها النسخة الحديثة من صالونات عصر التنوير، التي صممها العلماء للباحثين.
إن بنية «محادثة مترابطة» (حيث يتم تحديد العنوان الأول لمشاركة موضوع من سلسلة من الإجابات وبالتالي تشكل سلسلة رسائل) هي بنية نموذجية تشمل الخطاب داخل منتديات الإنترنت. إنه محوري لبنية وموضوع المناقشات داخل القوائم البريدية كساحة أو مجال في صياغة هابرماس. تقدم حروب اللهب (باعتبارها الحلقات الأكثر حيوية) معلومات لا تخلو من الإثارة للمؤرخين لفهم ما هو على المحك في المجتمعات المتجمعة حول القوائم.
علماء الأنثروبولوجيا وعلماء الاجتماع والمؤرخون يستخدمون القوائم البريدية على أساس أنها عمل ميداني. تشمل مواضيع المسلسلات التلفزيونية،  الثقافة عبر الإنترنت،  أو الممارسات العلمية  وبين العديد من الدراسات الأكاديمية الأخرى. طبعاً وجهة نظرة المؤرخ، فإن مسألة الحفاظ على القوائم البريدية التراثية هذه (ومنتديات الإنترنت التراثية بشكل عام) أمر محتم وأساسي. ليس من أجل الرسائل التي لم تتم أرشفتها بشكل كامل، ولكن أيضًا لأجل البيانات الوصفية التي تمتلك ذات الصلة، والطوابع الزمنية، والعناوين التي تحددها الموضوعات، وما إلى ذلك. وتعد أرشيفات القوائم البريدية فرصة لاتفوت للمؤرخين لاستكشاف التفاعلات والمناقشات التي تكشف الكثير والكثير عن المجتمعات.

## أنواع

### قائمة الإعلانات
واحد من أنواع القوائم البريدية الإلكترونية هذه هو لقائمة الإعلانات ، والتي تُستعمل بشكل أساسي كقناة ذات اتجاه واحد للمعلومات ويمكن «إرسالها إلى» فقط عن طريق أشخاص معيينين. قد يشار إلى هذا بمصطلح أخر ألا وهو النشرة الإخبارية . استخدام قوائم الرسائل الإخبارية والبريد الإلكتروني الترويجية يتم في جميع القطاعات المختلفة كجزء من حملات التسويق المباشر.

### قائمة المناقشة
نوع آخر من القوائم البريدية الإلكترونية وهو قائمة المناقشة ، حيث يمكن لأي مشترك كان النشر. في قائمة المناقشة، يستخدم المشترك القائمة البريدية لإرسال الرسائل إلى جميع المشتركين الآخرين، الذين قد يجاوبون بطريقة متشابهة أو بالأحرى مماثلة. وعلى ذلك، طبيعي جداً أن تحصل المناقشات وتبادل المعلومات الفعلي القوائم البريدية هذه عادةً ما تكون من هذا النوع موجهة نحو الموضوع (على سبيل المثال، السياسة والمناقشة العلمية والمشكلات الصحية ومسابقات الدعابة)، وهذا الموضوع قد ]أخذ مجرى أخر من ضيق للغاية إلى «كل ما تعتقد أنه قد يثير اهتمامنا». وهي تشبه مجموعات أخبار Usenet ، وهي شكل آخر من أشكال مجموعات المناقشة التي قد تخرج عن طورها من الرسائل الخارجة عن الموضوع.

## قائمة الأمن
في كل من سجلات المناقشة وقوائم الرسائل الإخبارية يتم الإخذ بعين الإعتبار التدابير والإحتياطات لتجنب البريد العشوائي.
غالبًا قوائم المناقشة تحتاج للموافقة على جميع الرسائل من قبل الوسيط قبل أن يتم إرسالها إلى المشتركين (قوائم خاضعة للإشراف)، على الرغم من أن القوائم التي تمتلك الرقم الأعلى للزيارات عادةً ما تقوم بتنسيق الرسائل الواردة من المشتركين الجدد فقط. هناك بعض الشركاتلديها الخياربأن ترسل رسائل إخبارية ترويجية بالتعاون مع موزعي البريد في القائمة البيضاء، والتي توافق على الغرامات والمعايير من مزودي خدمة الإنترنت في حالة قدم أي من المشتركين شكوى. في مقابل امتثالهم وموافقتهم على الغرامات الباهظة، رسائل البريد الإلكتروني المرسلة من قبل الشركات المدرجة لايتم تعطيلها في القائمة البيضاء بواسطة مرشحات البريد العشوائي، والتي غالبًا ما يمكنها إعادة توجيه رسائل البريد الإلكتروني المشروعة غير المزعجة.

### الاشتراك
القوائم البريدية مفتوحة لأي شخص كان لديه الرغبة بالإنضمام، البعض يتطلب منهم الإنتظار وموافقة مالك القائمة قبل أن يتمكن أحدهم من الانضمام. الانضمام إلى قائمة بريدية يسمى «اشتراك» وترك القائمة يسمى «إلغاء الاشتراك».

## أرشيف
القائمة البريدية هي مجموعة أراشيف تحتوي الرسائل السابقة من سجل بريد إلكتروني واحد أو أكثر. في قليل من الأحيان هذه المحفوظات تحتوي على وظائف البحث والفهرسة. العديد من الأرشيفات له صله مباشرة بالقائمة البريدية، لكن في مثل بعض المنظمات، مثل Gmane ، تمتلك أرشيفات من قوائم بريدية مستضافة في مؤسسات مختلفة؛ وبالتالي، قد ينتهي الأمر بأن يتم إرسال رسالة واحده فقط إلى قائمة البريد في العديد من الأرشيفات المختلفة. جومان بالسابق كان لديه أكثر من ما يقارب 9000 أرشيف قائمة بريدية اعتبارًا من 16 يناير 2007. بعض البرامج المجانية الشائعة لجمع أرشيفات القوائم البريدية هي Hypermail و MHonArc و FUDforum .